# Orto botanico di Augusta
L'Orto Botanico di Augusta (precedentemente Georgia Golf Hall of Fame Botanical Gardens) era un giardino botanico con un'area di 69 000 m² situato nel centro di Augusta, in Georgia (USA).
Fino al luglio 2007 conteneva giardini espositivi (32 000 m²) lungo le rive del fiume Savannah e comprendeva un roseto con oltre 800 varietà di rose in miniatura, nonché sculture dei famosi golfisti Raymond Floyd, Ben Hogan, Bobby Jones, Byron Nelson, Jack Nicklaus e Arnold Palmer.
A causa di problemi finanziari, la Georgia Golf Hall of Fame chiuse i giardini. La maggior parte delle piante morirono perché non furono annaffiate. Il 6 settembre 2007 le sculture furono rimosse e collocate in un capannone di manutenzione all'interno della proprietà, dove si trovano ancora oggi. La proprietà è ancora in possesso dello Stato, anche se non ci sono fondi per la sua manutenzione.
Il 6 giugno 2009, in seguito ad una battaglia di otto giorni ben pubblicizzata con le agenzie statali, la Georgia Golf Hall of Fame ha concesso a un gruppo di due dozzine di cittadini di entrare nella proprietà per tagliare l'erba. I residenti di Augusta e delle aree circostanti continuano a mantenere parti della proprietà gratuitamente, anche se la Georgia Golf Hall of Fame non consente loro di utilizzare la terra se non per curarne la manutenzione.
Alcuni funzionari della città e il governatore Sonny Perdue si sono proposti di riqualificare alcune proprietà dei giardini botanici per la costruzione di un nuovo stadio di baseball per gli Augusta GreenJackets. Lo stadio proposto, progettato da Cal Ripken Jr., incorporerebbe i giardini nel suo design. Si è suggerito che il personale addetto alla gestione del tappeto erboso del nuovo stadio si occupi della manutenzione dei giardini come parte delle responsabilità operative dello stadio.
Il sito è stato ora sviluppato come sede del Georgia Cyber Center, un complesso di due edifici per uffici che ospita numerose società di sicurezza informatica e tecnologia dell'informazione presso l'Augusta University e l'Augusta Technical College.